# Aššur-nadin-šumi
Aššur-nadin-šumi (doslova [Bůh] Aššur dal potomstvo), byl král Babylónu v období mezi roky 700–694 př. n. l.. Byl nejstarším synem novoasyrského krále Sinacheriba a na babylonský trůn byl dosazen právě z vůle svého otce, kde nahradil předchozího loutkového krále Bel-ibniho, ke kterému Sinacherib oprávněně ztratil důvěru.
V říjnu roku 694 př. n. l. král Elamu Challutuš-Inšušinak vyrazil s vojsky do Babylonie na odvetnou výpravu za předchozí asyrskou invazi pod vedením Sinecheriba do Elamu. Mimo jiné úspěchy dokázal dobýt důležité město Sippar a odříznout tak asyrské jednotky v oblasti od přísunu posil. Jeho armáda pak Asyřany porazila a král Aššur-nadin-šumi byl zajat. Byl odvlečen do Elamu, kde brzy poté umřel, nebo byl zabit.